# Ranschburg Salamon
Ranschburg Salamon (Luže, 1816. április 26. – Győr, 1895. január 1.) bölcseleti doktor, győri rabbi. Ranschburg Viktor könyvkiadó és Ranschburg Pál orvos apja.

## Élete
A csehországi Lužéban született, ahol apjának, Ranschburg Sámuelnek Talmud-iskolája volt. Ranschburg Salamon Prágában bölcseletet, jogot és felsőbb matematikát hallgatott, 60 éves korában újra olvasta eredetiben Homéroszt, nagyra becsülte kedvenc íróját Tacitust, s beszélt franciául és angolul. 1853-ban Lan Petschauban (Csehország) foglalt el rabbi állást; 1855. február 25-én a győri hitközség rabbija lett, amely állásában élete végéig megmaradt.
Talmudikus tudását arra fordította, hogy mindazt, amit a Talmud magában foglal a tudomány bármely szakmájából, kritikai jegyzésekkel ellátva betűrendben enciklopédiában rendezte; ebből 400 ív maradt irodalmi hagyatékában, a Talmudból tizennyolc könyvet magában foglalva; a munka befejezésében halála gátolta meg.